# Davi Ramos
Davi Ramos (Rio de Janeiro, 5 de novembro de 1986) é um grappler e lutador brasileiro de artes marciais mistas, atualmente competindo na divisão leve do Ultimate Fighting Championship.

## Carreira no MMA
Ramos fez sua estreia no UFC em março de 2017 substituindo Max Griffin contra Sérgio Moraes no UFC Fight Night: Belfort vs. Gastelum. Ele perdeu a luta por decisão unânime.
Em sua segunda luta pela organização, Ramos enfrentou Chris Gruetzemacher em 9 de Dezembro de 2017 no UFC Fight Night: Swanson vs. Ortega. Ele venceu por finalização no terceiro round.
Em sua terceira luta no UFC, ele enfrentou Nick Hein em 12 de maio de 2018 no UFC 224: Nunes vs. Pennington. Ele venceu por finalização no primeiro round.
Ramos enfrentou John Gunther em 10 de novembro de 2018 no UFC Fight Night: Korean Zombie vs. Rodríguez. Ele venceu por finalização no primeiro round.
Ramos o estreante Austin Hubbard em 18 de maio de 2019 no UFC Fight Night: dos Anjos vs. Lee. Ele venceu por decisão unânime.
Ramos enfrentou Islam Makhachev em 7 de setembro de 2019 no UFC 242: Khabib vs. Poirier. Ele perdeu por decisão unânime.

## Cartel no MMA
| Cartel no MMA   |             |            |
| 14 lutas        | 10 vitórias | 4 derrotas |
| Por nocaute     | 1           | 0          |
| Por finalização | 7           | 0          |
| Por decisão     | 2           | 4          |

| Res.    | Cartel | Oponente              | Método                       | Evento                                       | Data       | Round | Tempo | Local               | Notas                          |
| ------- | ------ | --------------------- | ---------------------------- | -------------------------------------------- | ---------- | ----- | ----- | ------------------- | ------------------------------ |
| Derrota | 10-4   | Arman Tsarukyan       | Decisão (unânime)            | UFC Fight Night: Figueiredo vs. Benavidez 2  | 18/07/2020 | 3     | 5:00  | Abu Dhabi           |                                |
| Derrota | 10–3   | Islam Makhachev       | Decisão (unânime)            | UFC 242: Khabib vs. Poirier                  | 07/09/2019 | 3     | 5:00  | Abu Dhabi           |                                |
| Vitória | 10–2   | Austin Hubbard        | Decisão (unânime)            | UFC Fight Night: dos Anjos vs. Lee           | 18/05/2019 | 3     | 5:00  | Rochester, New York |                                |
| Vitória | 9–2    | John Gunther          | Finalização (mata-leão)      | UFC Fight Night: Korean Zombie vs. Rodríguez | 10/11/2018 | 1     | 1:57  | Denver, Colorado    |                                |
| Vitória | 8–2    | Nick Hein             | Finalização (mata-leão)      | UFC 224: Nunes vs. Pennington                | 12/05/2018 | 1     | 4:15  | Rio de Janeiro      |                                |
| Vitória | 7–2    | Chris Gruetzemacher   | Finalização (mata-leão)      | UFC Fight Night: Swanson vs. Ortega          | 09/12/2017 | 3     | 0:50  | Fresno, California  |                                |
| Derrota | 6–2    | Sérgio Moraes         | Decisão (unânime)            | UFC Fight Night: Belfort vs. Gastelum        | 11/03/2017 | 3     | 5:00  | Fortaleza           | Luta nos Meio Médios.          |
| Vitória | 6–1    | Nick Piedmont         | Decisão (unânime)            | Phoenix FC 1                                 | 10/12/2016 | 3     | 5:00  | Zouk Mikael, Líbano |                                |
| Vitória | 5–1    | Mike Flach            | Finalização (mata leão)      | RFA 42: Giagos vs. Estrazulas                | 19/08/2016 | 1     | 4:07  | Visalia, California | Luta no Peso Casado (159 lbs). |
| Derrota | 4–1    | David Rickels         | Decisão (unânime)            | Bellator 130                                 | 24/10/2014 | 3     | 5:00  | Mulvane, Kansas     |                                |
| Vitória | 4–0    | Claudiere Freitas     | Finalização (chave de braço) | Talent MMA Circuit 8                         | 12/04/2014 | 1     | 3:07  | Valinhos            |                                |
| Vitória | 3–0    | José Alberto Quiñónez | Nocaute técnico (socos)      | EFA: Mexico vs. Brazil                       | 15/11/2013 | 2     | 4:26  | Tuxtla Gutiérrez    |                                |
| Vitória | 2–0    | Rony Silva            | Finalização (guilhotina)     | Nitrix Champion Fight 16                     | 31/08/2013 | 1     | 1:03  | Americana           |                                |
| Vitória | 1–0    | Juan Manuel Puig      | Finalização (mata leão)      | CXC: Battle at the Beach                     | 04/07/2010 | 1     | 0:36  | Cabo San Lucas      |                                |